# Las Ilces
Las Ilces es una localidad española del municipio de Camaleño, perteneciente a la comunidad autónoma de Cantabria.

## Toponimia
El lugar puede encontrarse referido como Las Ilces e Ilces.

## Geografía
La localidad está ubicada a 590 m s. n. m. y a 9 kilómetros de la capital municipal, Camaleño. Está cerca de un hayedo, con el Coriscao al fondo.

## Historia
Hacia mediados del siglo XIX, el lugar era referido como una aldea por entonces perteneciente al municipio de Espinama. Aparece descrito en el noveno volumen del Diccionario geográfico-estadístico-histórico de España y sus posesiones de Ultramar de Pascual Madoz con las siguientes palabras:

ILCES: ald. en la prov. de Santander, part. jud. de Potes, pertenece al l. de Espinamá. (V.)
(Madoz, 1847, p. 404)

En la actualidad, pertenece al municipio de Camaleño. En 2023, la entidad singular de población de Las Ilces tenía empadronados 14 habitantes, todos ellos en el núcleo de población de ese nombre.

## Patrimonio
De su arquitectura destaca la presencia de dos hórreos de estilo asturiano. Hay una ermita dedicada a Santiago Apóstol.